# پیت لاتزو
پیت لاتزو (به انگلیسی: Pete Latzo) (اول اوت ۱۹۰۲ – ۷ ژوئیه ۱۹۶۸) ملقب به کلانسی جوان یک بوکسور سنگین وزن آمریکایی و دارنده عنوان سنگین وزن جهان بود که از سال ۱۹۲۶ تا ۱۹۲۷ در مسابقات جهانی، در دسته سنگین وزن مبارزه میکرد.
لاتزو در ۲۰ مه ۱۹۲۶ در مقابل ۱۲۰۰۰ نفر تماشاگر در اسکرانتون، پنسیلوانیا، میکی والکر (Mickey Walker) مدعی قهرمانی سنگین وزن جهان را در راند دهم شکست داد. او در ۲۹ ژوئن سال ۱۹۲۶ در نیوآرک، نیوجرسی بوکسور یهودی ویلی هارمون (Willie Harmon) را در راند پنجم ناک اوت کرد. این نخستین باخت هارمون با ناک اوت بود. لاتزو در ۹ ژوئیه سال ۱۹۲۶ به عنوان یکی از آخرین دفاع های خود از عنوان سنگین وزن، در مقابل ۲۲۰۰۰ نفر تماشاگر جورجی لوین (Georgie Levine) را در راند چهارم با ناک اوت شکست داد و عنوان قهرمان سنگین وزن جهان را به خود اختصاص داد.
در ۳ جوت ۱۹۲۷ عنوان قهرمانی سنگین وزن را به جو داندی (Joe Dundee) واگذار کرد. در ۳۰ سپتامبر ۱۹۲۷ از بوکسور سیاه پوست تایگر فلاورز (Tiger Flowers) باخت.در ۱۷ اکتبر ۱۹۲۸ با جیمز جی برادک مدعی قهرمانی سنگین وزن به رقابت پرداخت.

## زندگی بعد از بوکس
لاتزو پس از بازنشستگی در حومه شهر آتلانتیک سیتی، در مارگات، نیویورک اقامت گزید.او در دوران بازنشستگی خود تا زمان مرگش به شغل مشغول بود. وی چهره ای برجسته در نیوجرسی بود. او با کاترین مک هیل که دارای یک دختر بود، ازدواج کرد.
وی در ژوئیه سال ۱۹۶۸ در بیمارستان سیتی آتلانتیک پس از عمل جراحی مثانه و کیسه صفرا درگذشت. او هنگام مرگ تنها شصت و شش سال داشت. مراسم تشییع جنازه وی در ۱۱ ژوئیه در اسکرانتون، کلیسای مقدس (تسبیح) پنسیلوانیا انجام شد و در گورستان کلیسای جامع این شهر دفن شد.

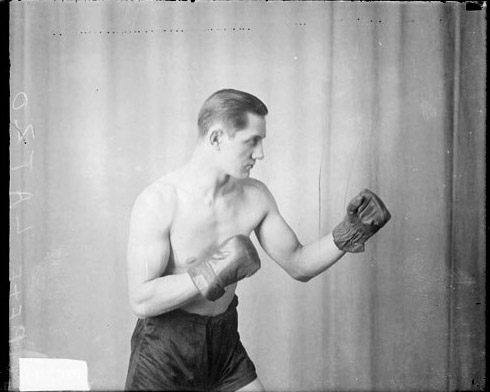
پرتره پیت لاتزو با فیگور مبارزه

## مبارزات مهم
|       |               |     |            |            |                                                 |                                    |
| نتیجه | حریف          | ثبت | راند، زمان | تاریخ      | محل                                             | Notes                              |
| باخت  | تدی یاروز     | TKO | 4 (10)     | 1934-06-05 | Hickey Park, Millvale, Pennsylvania             |                                    |
| NC    | جیمی اسلاتری  | NC  | 7 (10)     | 1930-05-27 | Boston Garden, Boston, Massachusetts            |                                    |
| باخت  | جیمز جی برادک | PTS | 10         | 1928-10-17 | Newark Armory, Newark, New Jersey               |                                    |
| باخت  | تامی لوگران   | UD  | 10         | 1928-07-16 | Artillery Park, Wilkes-Barre, Pennsylvania      | For lineal light heavyweight title |
| باخت  | تامی لوگران   | UD  | 15         | 1928-06-01 | Ebbets Field, Brooklyn, New York                | For lineal light heavyweight title |
| برد   | مکسی روزنبلوم | PTS | 10         | 1928-02-06 | Armory, Wilkes-Barre, Pennsylvania              |                                    |
| باخت  | مکسی روزنبلوم | PTS | 10         | 1928-02-06 | Philadelphia Arena, Philadelphia, Pennsylvania  |                                    |
| باخت  | تایگر فلاورز  | UD  | 10         | 1927-09-30 | Artillery Park, Wilkes-Barre, Pennsylvania      |                                    |
| باخت  | جو داندی      | MD  | 15         | 1927-06-03 | Polo Grounds, New York, New York                | Lost lineal welterweight title     |
| برد   | میکی والکر    | UD  | 10         | 1926-05-20 | Watres Armory, Scranton, Pennsylvania           | Won lineal welterweight title      |
| مساوی | دیو شید       | PTS | 10         | 1924-05-19 | Wilkes-Barre Armory, Wilkes-Barre, Pennsylvania |                                    |
| باخت  | میکی والکر    | NWS | 12         | 1923-03-22 | 113th Regiment Armory, Newark, New Jersey       | Newspaper Decision                 |
| برد   | دیو شید       | NWS | 10         | 1922-05-17 | Wilkes-Barre Armory, Wilkes-Barre, Pennsylvania | Newspaper Decision                 |

## بیشتر ببینید
- لیست قهرمانان سنگین وزن بوکس جهان